# Ludwik Ławniczak
Ludwik Ławniczak (ur. 1 czerwca 1882 w Zieminie, zm. 23 kwietnia 1942 w Auschwitz-Birkenau) – major intendent Wojska Polskiego, działacz społeczny i polityczny.

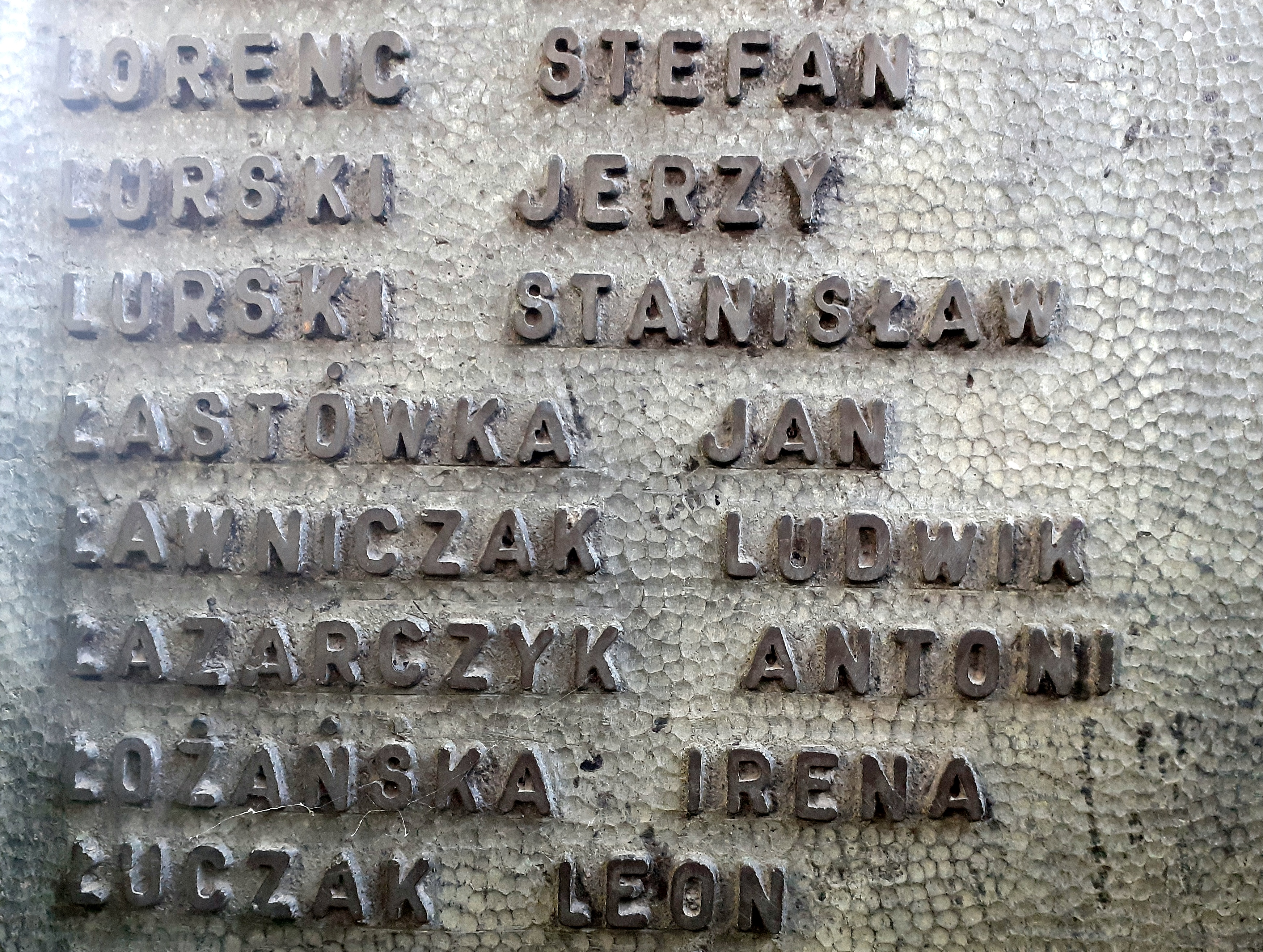
Upamiętnienie na Mauzoleum w Sanoku

## Życiorys
Urodził się 1 czerwca 1882 w Zieminie. Brał udział w I wojnie światowej. Otrzymał Krzyż Żelazny.
Po odzyskaniu przez Polskę niepodległości został przyjęty do Wojska Polskiego. Został awansowany do stopnia majora rezerwy w korpusie oficerów administracji dział gospodarczy ze starszeństwem z dniem 1 czerwca 1919, następnie zweryfikowany jako major służby stałej ze starszeństwem z dniem 1 lipca 1919. W latach 20. był oficerem nadetatowym Okręgowego Zakładu Gospodarczego VIII w garnizonie Toruń, w 1923 jako oficer rezerwy i zatrzymany w służbie czynnej służył w Dowództwie Okręgu Korpusu Nr VII w garnizonie Poznań, a w 1924 jako oficer zawodowy był p.o. dowódcy 7 Oddziału Służby Intendentury. 6 października 1922 został powołany do rady nadzorczej Hurtowni Spółdzielni Żołnierskich OK VIII w Poznaniu. Jako major przeniesiony w stan spoczynku w 1928 przebywał w Poznaniu, a w 1934 pozostawał wówczas w ewidencji Powiatowej Komendy Uzupełnień Toruń.
Działał na polu społecznym i politycznym. Wraz z żoną został członkiem komitetu wykonawczego Tydzień Obrony Kresów Zachodnich na miasto Poznań rozpoczętego 1 lutego 1925. Był działaczem Stronnictwa Narodowego i znanym działaczem narodowym na Ziemiach Zachodnich. Pod koniec października 1933 został prezesem koła SN w Toruniu. W listopadzie 1933 uzyskał mandat radnego rady miejskiej w Toruniu z listy Obozu Narodowego Obrony Samorządu i sprawował go w kolejnych latach. Ponadto był reprezentantem firm krajowych w Toruniu. Zamieszkiwał w tym mieście od adresami ulicy Łaziennej 20 (1932), ulicy Bydgoskiej 8 (1936). 21 lipca 1934 jako prezes koła toruńskiego SN został zwolniony z więzienia w Toruniu, w którym byli przetrzymywany od 18 czerwca 1934 (wraz z nim osadzony i zwolniony był red. Wacław Ciesielski, sekretarz wojewódzki SN). Następnie pozostawał prezesem koła SN w Toruniu. Był także skarbnikiem zarządu okręgowego SN w Toruniu, a po konflikcie na tle finansowym z Ciesielskim na łonie SN, został pobity, po czym złożył mandat radnego w Toruniu i wyjechał z miasta (przed 1937). We wrześniu 1937 został wykluczony z koła łazarskiego (św. Łazarza) SN w Poznaniu (wraz z nim m.in. były poseł na Sejm RP z Grudziądza, Józef Mazur). Był delegatem koła w Poznaniu na I Zjazd Delegatów Związku Polskiego (Związek Popierania Polskiego Stanu Posiadania) w Poznaniu 27 marca 1938 i został wybrany zastępcą członka komisji rewizyjnej. Przed 1939/1940 był kupcem.
Po wybuchu II wojny światowej i nastaniu okupacji niemieckiej wstąpił do Związku Walki Zbrojnej i został członkiem sztabu komendy obwodu ZWZ w Sanoku. Został aresztowany przez Niemców w Sanoku 27/28 stycznia 1942 w czasie aresztowań tamtejszych przedstawicieli inteligencji i osadzony w sanockim więzieniu 29 stycznia 1942. Według Mieczysława Przystasza przeszedł specjalne metody śledztwa, które złamały go fizycznie. W sanockim więzieniu przebywał do 26 marca 1942. 2 kwietnia 1942 został osadzony w obozie koncentracyjnym Auschwitz-Birkenau, gdzie otrzymał obozowy numer więźnia 28759. Tam poniósł śmierć 23 kwietnia 1942.
Także 29 stycznia 1942 do więzienia w Sanoku trafili inni aresztowani, którzy również 26 marca 1942 opuścili to miejsce, po czym zostali przewiezieni do obozu w Auschwitz, gdzie ponieśli śmierć w tym samym 1942 roku; byli to: Jan Olechowski (ur. 1891, krawiec), Juliusz Eisenbach (ur. 1904, absolwent Państwowego Gimnazjum w Sanoku, farmaceuta), Kazimierz Eisenbach (ur. 1911, absolwent Państwowego Gimnazjum w Sanoku, farmaceuta), Mikołaj Bereski (ur. 1900 lub 1904, ogrodnik), Michał Ekiert (ur. 1896), Tadeusz Borczyk (ur. 1913, urzędnik wzgl. urzędnik), Maksymilian Loegler (ur. 1903, nauczyciel).

## Upamiętnienie
W 1962 Ludwik Ławniczak został upamiętniony wśród innych osób wymienionych na jednej z tablic Mauzoleum Ofiar II Wojny Światowej na obecnym Cmentarzu Centralnym w Sanoku.